# Symbole Nowej Fundlandii i Labradoru
Oficjalne symbole prowincji Nowa Fundlandia i Labrador
| Motto                                                        | Motto |
| ------------------------------------------------------------ | --- |
| Quaerite Primum Regnum Dei Wpierw szukajcie Bożego Królestwa | |
| Flaga                                                        | |
| Nowa Fundlandia i Labrador                                   | Flaga zawiera cztery kolory, symbolizujące: biały – śnieg i lód niebieski – morze czerwony – wysiłek ludzki złoty – wiarę we własne siły Niebieska sekcja, przypominająca Union Jacka, nawiązuje do brytyjskiego rodowodu, podczas gdy biała, prawa strona wskazuje na przyszłość. Dwa czerwone trójkąty symbolizują dwie składowe prowincji – wyspę i część lądową (półwysep Labrador. Złota strzała symbolizuje wiarę w przyszłość. W symbolice pojawia się krzyż, świadczący o chrześcijańskich korzeniach i motywy graficzne typowe dla kultury Indian Beothuków. Flaga została zaadaptowana 6 czerwca 1980.                                               |
| Herb                                                         | |
|                                                              | Tarcza herbowa – dominującym elementem jest biały krzyż św. Jerzego na czerwonym tle, symbolizujący angielskie korzenie. Na czterech czerwonych polach umieszczone są na przemian białe jednorożce i złote lwy w koronach – symbole monarchiczne. Godło – tarczę herbową podpierają dwaj Indianie z plemienia Beothuków, niegdyś zamieszkujący wyspę. Postacie stoją na trawiastym wzgórku, u stóp mając złotą szarfę z łacińską sentencją będąca mottem prowincji. Godło zwieńcza jeleń stojący na złoto-czerwonej poduszce. Jeleń, jak się uważa, był powszechnie występującym zwierzęciem na wyspie, a jego mięso obok ryb stanowiło podstawę diety Indian. |
| Symbole zwierzęce i roślinne                                 | |
|                                                              | Maskonur (Fratercula arctica) – niemal 95% całej światowej populacji tego gatunku zamieszkuje na terenie prowincji. |
|                                                              | Kuropatwa (Perdix perdix) – popularny ptak łowny, powszechnie zamieszkujący cały obszar wyspy. |
|                                                              | Kapturnica purpurowa (Sarracenia purpurea) – kwiat został wybrany przez królową Wiktorię na rewers nowofundlandzkiego pensa w 1880. Od tego czasu wiązany jest z prowincją. Jako oficjalny symbol zaadaptowany został w 1954. |
| Tablica rejestracyjna pojazdów                               | |
|                                                              | Element graficznyStatek wikingów SloganA World of Differences - kraj różnorodności |